# Карага
Карага, також відомий як Адміністративний регіон Карага або Регіон XIII — адміністративний регіон на Філіппінах. Займає північно-східну частину острова Мінданао. Регіон створений 23 лютого 1995 року. До складу регіону входять п'ять провінцій: Північний Агусан, Південний Агусан, Північне Сурігао, Південне Сурігао і Острови Дінагат; шість міст: Батуан, Кабадбаран, Сурігао-Сіті, Тандаг, Бісліг і Баюган; 67 муніципальних утворень і 1311 барангаїв. Бутуан є регіональним адміністративним центром.
Регіон Карага розташований між 8 00' і 10 30' північної широти та 125 15' і 126 30' східної довготи. Він межує на півночі з морем Мінданао, на півдні — з провінціями Північне Давао, Долина Компостела і Східне Давао регіону XI, на заході — з провінціями Букіднон та Східний Місаміс регіону X, на сході — з Філіппінським морем.
Регіон має площу 18 846 км2, що становить 6,3 % загальної площі країни та 18,5 % площі острова Мінданао. 47,6 % площі регіону становить площа провінції Південний Агусан. Географія регіону Карага характеризується чередуванням гірських районів, плоскогір'я та низин. Карага має м'який клімат без чітко виражених мокрого та сухого сезонів.
Згідно з переписом 2015 року загальна чисельність населення регіону становила 2 596 709 осіб. Серед п'яти провінцій найбільша кількість населення зареєстрована в провінції Південний Агусан 700 653 особи, найменшеша — в провінції Дінагат, 127 152 особи. 79 % населення регіону є католиками.